# بيل هاريس (عالم أعصاب)
بيل هاريس (بالإنجليزية: William Anthony Harris)‏ هو عالم أعصاب كندي، ولد في 26 نوفمبر 1950.